# كونور بارث
كونور بارث (بالإنجليزية: Connor Barth)‏ هو لاعب كرة قدم أمريكية أمريكي، ولد في 11 أبريل 1986 في ويلمينغتون في الولايات المتحدة.

## وصلات خارجية
- كونور بارث على موقع مرجع كرة القدم المحترفة.كوم (الإنجليزية)